# Les Chiens errants
Pour plus de détails, voir Fiche technique et Distribution.
Les Chiens errants (chinois traditionnel : 郊遊 ; chinois simplifié : 郊游 ; pinyin : jiāo yóu ; litt. « Voyage en banlieue ») est un drame franco-taïwanais écrit et réalisé par Tsai Ming-liang, sorti en 2013.

## Synopsis
Un père et ses deux enfants vivent en marge de Taipei, entre les bois et les rivières de la banlieue et les rues pluvieuses de la capitale. Le jour, le père gagne chichement sa vie en faisant l’homme sandwich pour des appartements de luxe pendant que son fils et sa fille hantent les centres commerciaux à la recherche d’échantillons gratuits de nourriture. Un soir d'orage, il décide d'emmener ses enfants dans un voyage en barque.

## Fiche technique
- Titre : Les Chiens errants
- Titre original : Jiao you
- Réalisation et scénario : Tsai Ming-liang
- Musique :
- Photographie : Liao Pen-jung et Zhong Sung Wen
- Montage : Lei Chen-Ching
- Direction artistique : Masa Liu et Tsai Ming-liang
- Costumes : Chia Hui Wang
- Production : Jacques Bidou et Marianne Dumoulin
- Sociétés de production : Homegreen Films et JBA Production
- Sociétés de distribution : Urban Distribution  (France)
- Pays d’origine :  Taïwan - France
- Langues originales : mandarin, minnan
- Format : couleur - 1,85:1
- Genre : drame
- Durée : 138 minutes
- Dates de sortie :
  - Italie : 5 septembre 2013 (Mostra de Venise)
  - Canada : 10 septembre 2013 (Festival de Toronto) ; 30 septembre 2013 (Festival de Vancouver)
  - Taïwan : 21 février 2014
  - France : 7 mars 2014 (Festival de Deauville) ; 12 mars 2014 (sortie nationale)

## Distribution
- Lee Kang-sheng
- Lu Yi-ching
- Chen Shiang-chyi
- Chen Chao-rong

## Distinctions

### Récompenses
- Mostra de Venise 2013 : Grand Prix du Jury
- Village Voice Film Poll 2013 : Meilleur film non-distribué

### Sélections
- Festival du film de New York 2013
- Festival international du film de Toronto 2013
- Festival international du film de Vancouver 2013